# Wineglass (Montana)
Wineglass es un lugar designado por el censo ubicado en el condado de Park en el estado estadounidense de Montana. En el Censo de 2010 tenía una población de 256 habitantes y una densidad poblacional de 15,75 personas por km².

## Geografía
Wineglass se encuentra ubicado en las coordenadas 45°37′41″N 110°37′24″O / 45.62806, -110.62333. Según la Oficina del Censo de los Estados Unidos, Wineglass tiene una superficie total de 16.25 km², de la cual 16.25 km² corresponden a tierra firme y (0%) 0 km² es agua.

## Demografía
Según el censo de 2010, había 256 personas residiendo en Wineglass. La densidad de población era de 15,75 hab./km². De los 256 habitantes, Wineglass estaba compuesto por el 97.66% blancos, el 0% eran afroamericanos, el 0.78% eran amerindios, el 0% eran asiáticos, el 0% eran isleños del Pacífico, el 0.39% eran de otras razas y el 1.17% pertenecían a dos o más razas. Del total de la población el 3.52% eran hispanos o latinos de cualquier raza.